# Adiestramima modesta
Adiestramima modesta är en insektsart som först beskrevs av Andrej Vasiljevitj Gorochov 1992.  Adiestramima modesta ingår i släktet Adiestramima och familjen grottvårtbitare. Inga underarter finns listade i Catalogue of Life.